# 糌粑

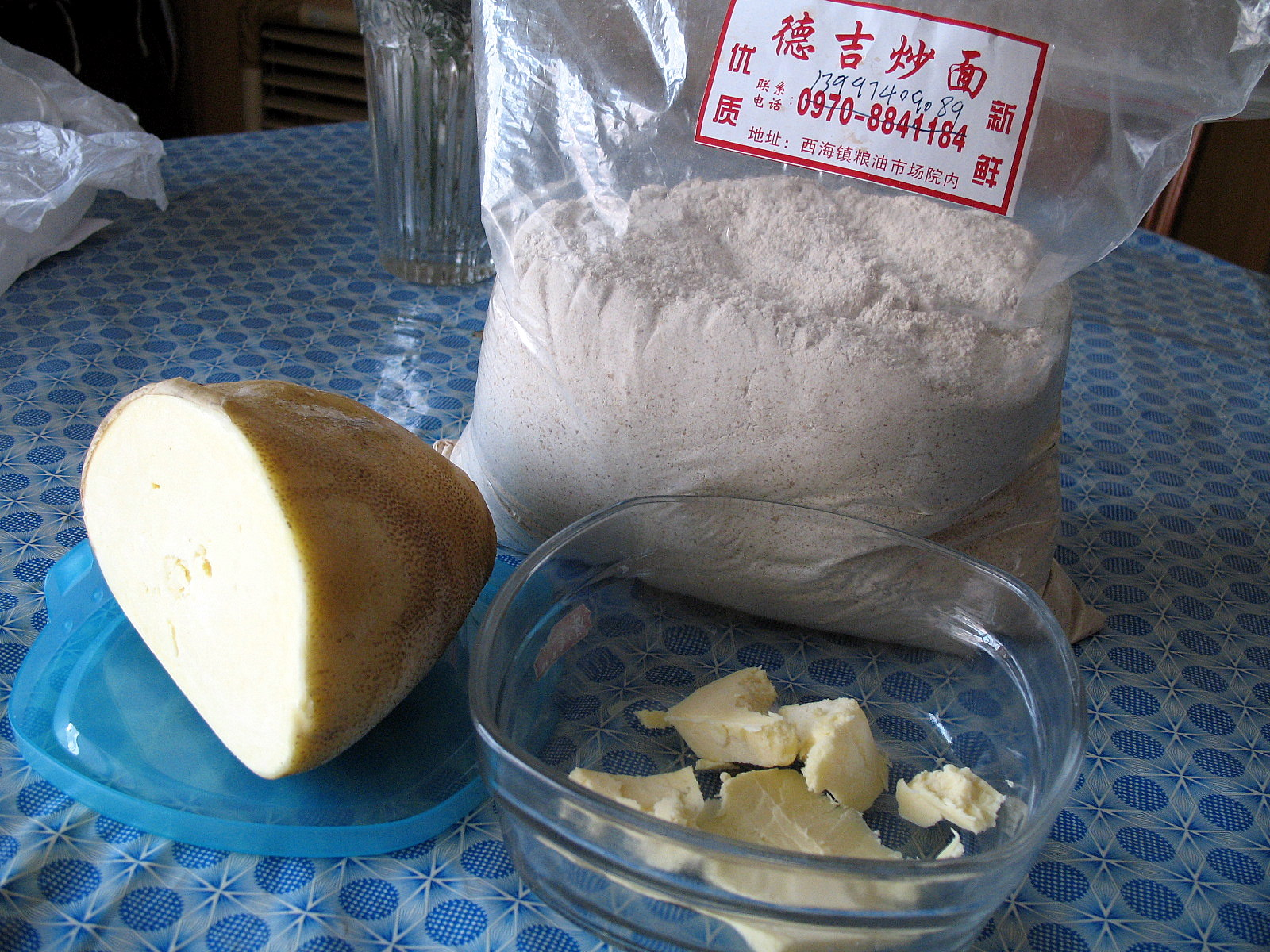
糌粑的材料 青稞與酥油等

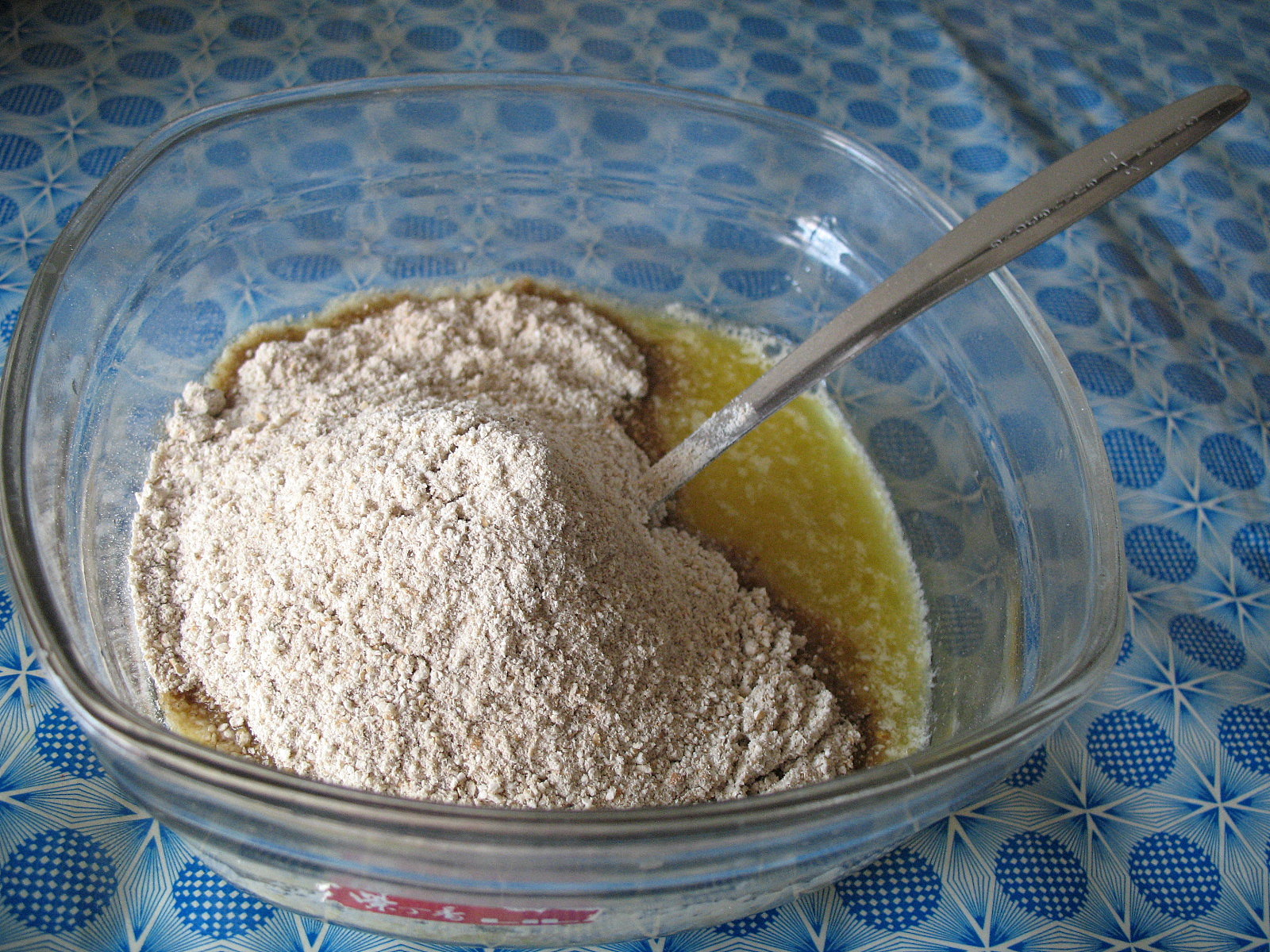
糌粑製作過程

 糌粑（藏語：རྩམ་པ་，威利转写：rtsam-pa）是用青稞磨成的麵粉，由帶皮青稞炒熟磨製而成，有時也會和入豌豆粉。
糌粑是藏人主食，食用時先在碗中倒入酥油茶，再放入青稞粉、曲拉、糖、青稞酒，以手指在碗中拌勻，並轉動手中的碗，以手指緊貼碗邊將炒麵壓入茶水中。待炒麵、茶水和酥油攪勻，以手捏成團後食用。
糌粑加工簡單，攜帶方便，且能長期儲存不易變質，適合農牧業區的放牧生活。
糌粑口感酥軟香甜，富含脂肪、蛋白與糖分，營養豐富，提供食用者充足的熱量，達到禦寒效果。
現代的藏菜餐廳亦有使用糕點模具製作，並佐上沾醬、熱茶、或是其他食材的改良式糌粑，因各地環境不同也有搭配肉片、辣椒或是製作成糕點等吃法。

## 文化

### 藏族傳說
古代藏族王子，因為飢荒，在山神幫助下從蛇王那裡偷了青稞種子。蛇王為了懲罰王子，把他變成狗，只有得到愛情，方能恢復人形。後來，這隻狗獲得土司三姑娘的愛情，成功解咒。

### 儀式
佛教傳入西藏地區前，藏族會將糌粑粉撒向空中祈求平安，後與佛教融合，成為喜慶的象徵，經常在婚禮或生日時進行。

## 另请参见
- 酥油糌粑

## 外部連結
- 藏人的飲食習慣 （页面存档备份，存于）
- 西藏傳統飲食四寶 （页面存档备份，存于）
- 西藏的飲食習慣 （页面存档备份，存于）

## 引用資料
1. 1 2 3  .   [2020-04-03]. （原始内容存档于2020-05-26）.
2. 1 2  .   [2020-04-03]. （原始内容存档于2020-05-26）.
3. ↑  André Migot. . New York. 1955: 103.
4. ↑  .   [2020-04-03]. （原始内容存档于2020-05-26）.
5. ↑  蘇發祥, 北京少數民族文化資源研究. . 台灣: 松燁出版社. 2019/08/02: 358–366. ISBN 9789576818387.
6. ↑  . 2013-10-13  [2020-04-03]. （原始内容存档于2020-05-26）.
7. ↑  . 2005-10-28  [2020-04-03]. （原始内容存档于2005-10-28） （英语）.